# Anasterias rupicola
Anasterias rupicola is een zeester uit de familie Asteriidae.
De wetenschappelijke naam van de soort werd in 1876 gepubliceerd door Addison Emery Verrill.